# Liste d'accidents aériens dans les années 1970
Pour un article plus général, voir Liste de listes d'accidents aériens.
Cet article présente une liste d'accidents aériens dans les années 1970.

## Années 1970

### 1970
- 6 février 1970 : le vol Aeroflot-Uzbekistan s'écrase contre une colline près de Samarcande (RSS d'Ouzbékistan) faisant 92 morts.
- 15 février 1970 : le vol Dominicana de Aviacion (es) s'abîme en mer deux minutes après son départ de Santo Domingo (République dominicaine), alors que les deux moteurs du Douglas DC-9 avaient perdu beaucoup de puissance. L'accident fait 102 victimes.
- 21 février 1970 : le vol 330 Swissair reliant Zurich à Tel Aviv s'écrase peu après son décollage après qu'une bombe a explosé à bord. Les 47 personnes à bord périssent lors de cet accident. Le même jour, une bombe explose à bord d'un vol Austrian Airlines, mais la Caravelle parvient à se poser à Francfort-sur-le-Main sans faire de victimes.
- 1er avril 1970 : le vol Royal Air Maroc Agadir - Casablanca s'écrase lors de son approche, le fuselage de la Caravelle III se casse en deux permettant à 21 survivants de s'enfuir de l'avion en feu. L'accident fait néanmoins 61 victimes.
- 1er avril 1970 : le vol Aeroflot percute un ballon et fait 45 morts à bord de l'Antonov An-24.
- 2 mai 1970 : le vol 980 ALM (en), un DC-9, s'abime en mer, en panne de carburant, après plusieurs tentatives pour atterrir sur l'aéroport Princess Juliana à Saint-Martin, dans les Antilles Néerlandaises. 40 des 63 occupants survivent et sont récupérés par des hélicoptères américains (taux de survie : 63 %).
- 3 juillet 1970 : le vol Dan-Air Services (en) s'écrase contre le pic des Angudes à Sierra del Montseny (Espagne) lors de sa liaison Manchester-Barcelone. Le contrôleur aérien a confondu ce vol avec un autre plus près de l'aéroport de Barcelone et lui a demandé d'entamer sa descente trop tôt. L'accident fait 112 victimes.
- 5 juillet 1970 : le vol 621 Air Canada rebondit sur la piste de l'aéroport de Toronto, le moteur no 4 du DC-8 qui avait à peine deux mois explose et l'aile se détache. L'avion retombe lourdement sur la piste puis prend feu. Il n'y aura aucun survivant parmi les 109 occupants de l'appareil. Les pilotes n'avaient pas respecté la procédure d'atterrissage d’Air Canada, et s'étaient déjà disputés lors des vols précédents.
- 9 août 1970 : le vol 502 Líneas Aéreas Nacionales S. A. s'écrase à 14h 45, peu après son décollage de Cuzco (Pérou) à la suite d'une panne du moteur 3 du Lockheed L-188 A Electra. Il n'y aura qu'un survivant parmi les 100 personnes à bord, et 2 personnes furent tuées au sol. Parmi les occupants de l'avion, il y avait 46 lycéens américains qui réalisaient un échange avec des étudiants péruviens.
- 14 novembre 1970 : le vol 932 Southern Airways s'écrase lors de son approche de l'aéroport de Huntington aux États-Unis dans des conditions météorologiques difficiles. Il semble que l'altimètre du McDonnell Douglas DC-9 ait été défaillant. À son bord, 75 joueurs, entraîneurs et fans de l'équipe de football américain de Marshall University périrent. Le film We Are Marshall relate l'histoire de l'accident.
- 31 décembre 1970 : le vol Aeroflot-Armenia s'écrase peu après son décollage de Leningrad à la suite de multiples pannes moteur, faisant 93 morts.

### 1971
- 23 mars 1971 : le prototype de l'avion d'affaires Aérospatiale Corvette s'écrase à Istres causant la mort des trois membres d'équipage.
- 31 mars 1971 : le vol Aeroflot-Volga s'écrase à la suite du détachement d'une aile de l'Antonov 10 lors de son approche de l'aéroport de Voroshilovgrad (Ukraine) faisant 64 victimes.
- 23 mai 1971 : le vol 130 Aviogenex (en), parti de Londres, rate son atterrissage à Rijeka (Croatie) alors que les conditions météo sont très mauvaises. Le Tupolev Tu-134A prend feu, faisant 78 morts sur les 83 personnes à bord.
- 6 juin 1971 : le vol 706 Hughes Airwest (en), un DC-9 reliant Los Angeles à Salt Lake City, entre en collision avec un F-4B de la marine américaine, dont le transpondeur était en panne, alors que la visibilité était réduite. Les 49 personnes à bord du DC-9 meurent dans l'accident, un des deux pilotes du F-4B réussit à s'éjecter.
- 3 juillet 1971 : le vol TOA Domestic Airlines s'écrase contre le mont Yokotsu pour une raison indéterminée lors de sa liaison Sapporo-Hakodate au Japon. L'accident fait 68 morts.
- 25 juillet 1971 : le vol Aeroflot-West Siberia arrive trop loin sur la piste à l'aéroport international d'Irkoutsk et sort de la piste. Les ailes du Tupolev Tu-104B sont arrachées et l'avion prend rapidement feu faisant 97 victimes parmi les 126 personnes à bord.
- 30 juillet 1971 : le vol 58 All Nippon Airways est percuté sur l'aile gauche par un chasseur F-86F lors d'un entrainement de jeunes pilotes de l'Air Force japonaise dont l'exercice était de ne pas regarder à l'extérieur. La totalité des 162 personnes à bord du Boeing 727 reliant Sapporo à Tokyo trouve la mort dans la collision. Le pilote du chasseur parvient, quant à lui, à s'éjecter.
- 4 septembre 1971 : le vol 1866 Alaska Airlines percute une chaîne de montagne lors de son approche de Juneau (Alaska, États-Unis), il semble que les pilotes avaient une mauvaise indication concernant leur localisation, ils pensaient être plus près de l'aéroport et ont entamé leur descente trop tôt. L'accident fait 111 victimes.
- 2 octobre 1971 : le vol British European Airways 706 (ancêtre de British Airways) s'écrase en Belgique après s'être brisé en plein vol à la suite d'une défaillance structurale du Vickers 951 Vanguard. L'avion est parti en vrille et s'est écrasé près d'une autoroute alors qu'il effectuait la liaison Salzbourg-Londres avec 63 personnes à son bord.
- 10 novembre 1971 : le vol Merpati Nusantara Airlines s'abîme en mer lors de son approche de l'aéroport de Padang (Indonésie) faisant 69 victimes.
- 24 novembre 1971 : D. B. Cooper détourne le vol 305 de la Northwest Orient Airlines, après avoir reçu une rançon de 200 000 dollars, il sauta en parachute depuis l’arrière du Boeing 727 volant au-dessus de la région du Nord-Ouest Pacifique des États-Unis. L'affaire ne sera jamais résolue par le FBI.
- 1er décembre 1971 : le vol Aeroflot-Privolzhsk s'écrase à l'atterrissage sur la piste trop courte de Saratov (Russie) faisant 57 morts.
- 3 décembre 1971 : le français Jean Kay, tenta de détourner un avion civil (vol Pakistan International Airlines 712) à Orly afin d'obtenir la livraison de 20 tonnes de médicaments pour le Bangladesh. Après plusieurs heures sur le tarmac de l'aéroport, le pirate de l'air est arrêté par la police[1].
- 24 décembre 1971 : le vol LANSA 508 entre dans une zone de fortes turbulences peu après son départ de Lima et est frappé par la foudre. L'aile droite du Lockheed L-188A Electra prend feu puis se détache et l'avion s'écrase contre une montagne à Puerto Inca au Pérou. Il y aura un seul survivant parmi les 92 personnes à bord, une jeune fille de 17 ans, Juliane Koepcke qui est tombée avec son siège dans la jungle puis qui a dû marcher 10 jours avant de trouver de l'aide.

### 1972
- 7 janvier 1972 : le vol 602 Iberia s'écrase contre une montagne à Sierra de Atalayasa en Espagne alors qu'il faisait la liaison Valencia - Ibiza, faisant 104 victimes.
- 26 janvier 1972 : le Douglas DC-9 assurant le vol 367 JAT Yugoslav, sur la liaison Copenhague - Zagreb explose en vol. L'hypothèse d'une bombe placée dans l'avion par un groupe terroriste est soulevée. Il y a eu une seule et miraculée survivante parmi les 28 occupants de l'avion, Vesna Vulović, qui est éjectée sans parachute avec une partie de l'avion brisé. Elle fera donc une chute à 10 160 mètres d'altitude, l'inscrivant ainsi dans le Livre Guinness des records.
- 29 janvier 1972, un Boeing 707 opérant le vol TWA 2 entre Los Angeles et New York est détourné par le pirate de l'air Garrett Brock Trapnell (en). L'avion atterrit à New York et après des négociations infructueuses avec le FBI, le pirate fait redécoller le Boeing, mais doit atterrit à nouveau pour procéder à un changement d'équipage demandé par Trapnell. Deux agents du FBI font alors leur entrée dans l'avion se faisant passer pour des membres d'équipage. Le pirate est alors désarmé et arrêté. (Voir Vol TWA 541)
- 14 mars 1972 : le vol 296 Sterling Airways percute une montagne à une centaine de kilomètres de Dubaï (Émirats arabes unis). Les pilotes ont entamé leur descente d'approche trop tôt, croyant être plus près de Dubaï que ce qu'ils ne l'étaient. Les 112 personnes à bord perdent la vie dans l'accident.
- 5 mai 1972 : le vol 112 Alitalia s'écrase contre le mont Longa à 5 km de son aéroport d'arrivée à Palerme. Les pilotes n'auraient pas respecté la procédure d'approche alors que la visibilité était faible. L'accident fait 115 morts.
- 18 mai 1972 : le vol Aeroflot 1491 s'écrase lors de son approche de Kharkov (Ukraine) après que l'aile s'est détachée de l'Antonov 10A. La compagnie décide alors d'arrêter d'exploiter ces avions. L’accident fait 122 victimes.
- 14 juin 1972 : le vol 472 Japan Airlines s'écrase dans la rivière Yamunâ près de Jaipur en Inde lors de son approche de Delhi. Les pilotes n'auraient pas respecté la procédure d'approche. On compte 5 survivants parmi les 87 personnes à bord.
- 15 juin 1972 : le vol Cathay Pacific 700Z s'écrase à Pleiku au Viêt Nam alors qu'il effectuait la liaison Hong Kong-Bangkok. L'explosion d'une bombe est responsable de l'accident : elle était cachée dans la valise d'un passager assis du côté droit au niveau de l'aile. La bombe aurait été placée dans la valise par un policier dont la fille et la fiancée étaient à bord, mais sa culpabilité ne fut pas prouvée. 81 personnes périssent dans l'attentat.
- 18 juin 1972 : le vol 548 British European Airways s'écrase à Staines en Angleterre peu après son décollage de Londres. L'indicateur de vitesse était défaillant et le Hawker Siddeley HS-121 volait trop lentement et a décroché. Le pilote avait des problèmes cardiaques et n'a pas su analyser et réagir aux alarmes. L'accident fait 118 victimes.
- 14 août 1972 : le vol Interflug s'écrase 30 minutes après son départ de Berlin. Le pilote tentait de faire demi-tour à cause d'un problème sur la gouverne de direction. Un feu s'était déclaré dans la queue provoquant une défaillance du système d'élévation. Les 156 personnes à bord trouvent la mort dans la catastrophe.
- 31 août 1972 : le vol Aeroflot 558 s'écrase près de Magnitogorsk en Russie après qu'un feu s'est déclaré dans la soute, faisant 101 victimes.
- 1er octobre 1972 : le vol Aeroflot 1036 s'écrase peu après son décollage de Lotchi en Russie avec 108 personnes à bord. Il n'y eut aucun survivant.
- 13 octobre 1972 : le vol Aeroflot 217 Paris-Orly - Leningrad - Moscou s'écrase lors de son approche de Moscou à cause du mauvais temps et de la panne du système ILS de l'aéroport. L'accident fait 174 morts.
- 13 octobre 1972 : vol Fuerza Aérea Uruguaya 571 : un Fairchild Hiller FH-227 s'écrase dans les Andes à proximité de la frontière entre le Chili et l'Argentine. L'avion transportait une équipe de rugby qui partait jouer un match. L'accident fait 29 morts et 16 survivants. Les recherches ayant été abandonnées, deux des survivants ont dû entreprendre d'aller chercher les secours en atteignant le Chili 72 jours après l'accident. Cet accident est resté célèbre par le fait que les survivants ont mangé des morceaux de chair humaine prélevés sur les morts pour survivre. Le vol 571 Fuerza Aérea Uruguaya représente une aventure extraordinaire, décrite dans un livre Les Survivants, qui a notamment été adapté au cinéma par Frank Marshall, dans Les Survivants.
- 27 octobre 1972 : le vol 696 Air Inter assuré par un Le Vickers 724 Viscount s'écrase dans les monts du Forez alors qu'il entamait son approche sur Clermont-Ferrand dans des conditions météorologiques difficiles. L'accident est dû à une erreur de positionnement sans doute lié à un problème avec le radiocompas à cause des conditions orageuses (l'avion aurait été frappé par la foudre). L'accident fait 60 victimes parmi les 68 à bord.
- 28 novembre 1972 : le vol 446 Japan Airlines s'écrase peu après son décollage de Moscou en Russie à la suite de l'arrêt de deux moteurs du McDonnell Douglas DC-8 à cause de la glace. On compte 15 survivants parmi les 76 personnes à bord.
- 3 décembre 1972 : le Vol 275 Spantax s'écrase à Tenerife à cause de conditions météorologiques extrêmes, entraînant une visibilité quasi nulle. L'accident fait 155 victimes. L'avion était un charter transportant des touristes allemands.
- 29 décembre 1972 : vol 401 Eastern Air Lines : un Lockheed L-1011 de la compagnie Eastern Air Lines s’écrase près de Miami avec 176 personnes à son bord. On dénombrera 101 victimes. L’accident est dû à une erreur de pilotage et au pilote automatique qui se désenclenche trop facilement. L'accident devient un cas d'école.

### 1973
- 22 janvier 1973 : le vol Nigeria Airways, un Boeing 707 loué à Alia Royal Jordanian Airlines, se dépressurise à l'atterrissage à Kano au Nigeria après avoir été dérouté de Lagos à cause du mauvais temps. L'avion quitte alors la piste et prend feu, faisant 176 victimes parmi les 202 personnes à bord.
- 19 février 1973 : le vol Aeroflot s'écrase à 500 m du seuil de piste de l'aéroport de Prague (Tchécoslovaquie). L'appareil a été entièrement détruit empêchant d'identifier les causes de l'accident. 44 des 100 personnes à bord survivront à l'accident.
- 21 février 1973 : le vol 114 Libyan Arab Airlines est intercepté puis abattu par deux chasseurs McDonnell F-4E Phantom II de l'Air Force israélienne près d'Isma'iliya en Égypte. À cause de nombreux nuages et du fait que le radar du Caire soit en panne, le Boeing 727 s'écarte de sa route Benghazi - Le Caire et dépasse Le Caire. Lorsque l'équipage réalise son erreur, en voyant le désert du Sinaï, il est intercepté par les deux chasseurs qui tentent de le faire atterrir en tirant sur les ailes et le nez. Lorsque le Boeing fait demi-tour pour retourner sur Le Caire, les chasseurs pensent qu'il tente de s'échapper et l'abattent. Il y aura 5 survivants parmi les 113 personnes à bord.
- 24 février 1973 : le vol Aeroflot, un Iliouchine Il-18 en provenance de Dushanbe s'écrase à Leninabad et tue ses 79 passagers et membres d'équipage.
- 5 mars 1973 : collision aérienne de Nantes. Le vol 504 Iberia, un DC-9, s'écrase à La Planche (France), lors de la liaison Palma de Majorque - Londres après être entré en collision en vol avec le Convair 990 du vol 400 Spantax. Les pilotes du vol 400 réussissent un atterrissage d'urgence à Cognac sauvant ainsi les 108 personnes à bord. Les 68 occupants du vol Douglas DC-9 n'auront pas cette chance, l'avion s'écrase, entraînant la mort de la totalité de ses occupants. La tour de contrôle semble être responsable de cet accident (mauvaise compréhension/interprétation des consignes entre le/les pilotes et les contrôleurs). La tour de contrôle était tenue par des militaires à la suite d'une grève des contrôleurs civils[2].
- 5 mars 1973 : Une Sud Caravelle 10R (EC-BID) affrétée par Aviaco s’écrase en mer lors de l'approche de l’aéroport de Madère. L'accident coûte la vie des 3 membres d'équipage à bord de l'avion[3].
- 19 mars 1973 : le vol Air Vietnam s'écrase à l'approche de l'aéroport de Buôn Ma Thuôt (Viêt Nam) après une explosion dans la soute provoquant la mort des 59 personnes à bord.
- 10 avril 1973 : le vol 435 Invicta International Airlines (en) Bristol - Bâle-Mulhouse heurte des arbres lors de son approche et s'écrase à 15 km de l'aéroport, à Hochwald dans le canton de Soleure (Suisse)[4]. Le Vickers 952 Vanguard est détruit à l'impact, excepté la queue dans laquelle on retrouvera 37 survivants. L'accident fait 108 victimes.
- 18 mai 1973 : le vol Aeroflot s'écrase à l'est du lac Baïkal après avoir été détourné de Tchita. Des pirates de l'air exigent d'aller en Chine avant de faire sauter des explosifs provoquant l'accident du Tupolev 104B. 81 personnes meurent dans la catastrophe.
- 31 mai 1973 : le vol Indian Airlines, un Boeing 737 nommé Saranga percute une ligne électrique, s'écrase et prend feu lors de son approche de Delhi en Inde, car la visibilité est réduite. L'accident fait 48 morts parmi les 65 personnes à bord.
- 3 juin 1973 : à 15 h 29, un Tupolev 144, qui allait finir sa démonstration et regagner les pistes lors du salon du Bourget, s'écrase sur le quartier des Noues à Goussainville, 14 morts (six membres d’équipage et huit personnes au sol), 28 blessés dont 20 graves.
- 11 juillet 1973 : le vol 820 Varig, un Boeing 707, est contraint lors de son approche de l’aéroport d’Orly à un atterrissage forcé dans la vallée de Saulx-les-Chartreux après qu’un incendie s'est déclaré en cabine. 123 morts tous asphyxiés et 11 survivants ayant trouvé refuge dans le poste de pilotage.
- 22 juillet 1973 : le vol 816 Pan Am, un Boeing 707 nommé Clipper Winged Racer s'abîme en mer peu après son décollage de Papeete. Les boîtes noires n'ont pu être repêchées et les causes de l'accident ne sont donc pas connues. Il est probable qu'une alarme ait diverti les pilotes pendant le virage amorcé après le décollage. Il y aura toutefois un survivant à l'accident parmi les 79 personnes à bord.
- 31 juillet 1973 : le vol 723 Delta Air Lines s'écrase à l'atterrissage à Boston après être parti de Manchester. La tour était occupée avec deux autres avions menaçant de se percuter, tandis qu'à l'intérieur du cockpit régnait une certaine confusion due à une mauvaise configuration des instruments. Le DC-9 s'écrase et prend feu sur la piste causant la mort des 89 occupants.
- 13 août 1973 : le Vol Aviaco 118 s'écrase dans une maison lors de son approche de La Corogne en Espagne. Les pilotes italiens n'avaient pas du tout respecté la réglementation aérienne espagnole, ni les instructions de la tour de contrôle. L'accident fait 86 victimes dont un au sol.
- 18 août 1973 : le vol Aeroflot tente de retourner à Bakou (Azerbaïdjan) après qu'un des moteurs de l'Antonov An-24B est tombé en panne. L'avion s'écrase et fait 56 victimes.
- 29 août 1973 : le vol régulier CSA 531, un Tupolev 104A, venant de Damas en Syrie, fait une sortie de piste à l'atterrissage à l'aéroport de Nicosie à Chypre[5]. L'avion prend feu, mais peut être évacué et ne fait aucune victime[5].
- 30 septembre 1973 : le vol Aeroflot s'écrase à Sverdlovsk en Russie après que l'horizon artificiel est tombé en panne causant la mort des 108 occupants du Tupolev 104B.
- 13 octobre 1973 : le vol 964 Aeroflot s'écrase lors de son approche de Moscou-Domodedovo en Russie après qu'une panne électrique a mis hors service plusieurs commandes de bord du Tupolev 104B, notamment l'altimètre. L'accident fait 119 morts.
- 16 décembre 1973 : le vol Aeroflot s'écrase près de Vilnius lors de son approche, faisant 51 victimes.
- 22 décembre 1973 : le vol Royal Air Maroc effectué par un avion affrété à la compagnie belge Sobelair reliant Paris à Casablanca via Tanger s'écrase contre la montagne Mellaline au Maroc. La Caravelle approchait de Tanger lorsque le mauvais temps contraint les pilotes à rallonger leur approche, ils entament alors un virage sans respecter les limites d'altitude. L'accident fait 106 victimes.

### 1974
- 26 janvier 1974 : le vol THY ne parvient pas à décoller de Izmir en Turquie à cause d'un excès de glace sur les ailes du Fokker F-28 faisant 66 victimes parmi les 73 personnes à bord.
- 30 janvier 1974 : le vol 806 Pan Am s'écrase lors de son atterrissage à Pago Pago à cause d'un cisaillement de vent mal géré. On compte 4 survivants parmi les 101 personnes à bord du Boeing 707.
- 3 mars 1974 : crash du DC-10 à Ermenonville - En forêt d'Ermenonville, au nord de Paris, un DC-10 de la Turkish Airlines s’écrase peu après son décollage de l’aéroport d’Orly, faisant 346 morts. L’ouverture intempestive d’une porte de la soute à bagages (retrouvée à 15 km de l’épave) entraîna sous l’effet de la dépressurisation l’effondrement du plancher provoquant de graves dégâts aux systèmes de commande, rendant l'avion incontrôlable. L'accident est dû à un défaut de conception de la porte de soute des DC-10, et à une déficience humaine au sol lors de l'arrêt du gros porteur à Orly. Le défaut de conception aurait dû être corrigé dès un autre accident du même type, survenu en juin 1972 (où les pilotes avaient réussi habilement à poser l'appareil), vol qui, heureusement se solda sans victimes, ni sans trop de dégâts. La confiance en ces avions fut donc largement entamée. C'était la plus grave catastrophe aérienne à l'époque, et il s'agit du pire désastre aérien jamais arrivé sur le sol français.
- 4 avril 1974 : un Douglas DC-4 de Wenela Air Services s'écrase près de Francistown (Botswana) après que les moteurs du DC-4 ont pris feu à la suite d'une contamination du carburant. Il y aura 6 survivants parmi les 84 personnes à bord.
- 22 avril 1974 : le vol Pan Am 812, un Boeing 707 nommé Clipper Max, s'écrase contre une montagne après avoir entamé prématurément un virage d'approche sur l'aéroport de Denpasar (Indonésie). L'accident fait 107 victimes.
- 22 avril 1974 :
- 27 avril 1974 : le vol Aeroflot s'écrase peu après son départ de Leningrad à la suite d'un feu sur un des moteurs de l'Iliouchine Il-18V faisant 118 morts.
- 8 septembre 1974 : le vol TWA 841 est désintégré par l'explosion d'une bombe dans la soute, les débris tombent dans la mer Méditerranée au large de la Grèce. Les 88 personnes à bord du Boeing 707 trouvent la mort dans la catastrophe.
- 11 septembre 1974 : le vol Eastern Air Lines 212 heurte des arbres puis s'écrase lors de son approche de l'aéroport de Charlotte-Douglas en Caroline du Nord. Le McDonnell Douglas DC-9 arrivait trop vite et trop bas, les pilotes n'ayant pas suivi la procédure. Il y aura 12 survivants sur les 82 personnes à bord.
- 15 septembre 1974 : le vol Air Vietnam 706 s'écrase à Phan Rang au Viêt Nam après avoir été détourné. Les 75 personnes à bord du Boeing 727 sont décédées.
- 20 novembre 1974 : le vol 540 Lufthansa s'écrase au décollage de l'aéroport de Nairobi. Les pilotes ont décollé avec une mauvaise configuration des volets car les commandes du circuit hydraulique étaient éteintes, ils n'avaient pas fait la check-list. 59 des 157 personnes à bord du Boeing 747 ont trouvé la mort. Il s'agit du premier accident de l'histoire impliquant un Boeing 747.
- 1er décembre 1974 : le vol TWA 514 s'écrase lors de son approche de l'aéroport de Washington. Les pilotes étaient descendus en dessous de l'altitude autorisée afin de mieux voir la piste, à la suite d'un malentendu avec la tour de contrôle. Les 92 personnes à bord perdent la vie dans l'accident.
- 4 décembre 1974 : le vol 138 Martinair Holland s'écrase contre la montagne Anjimalai au Sri Lanka alors que les pilotes pensaient être beaucoup plus près que ce qu'il ne l'étaient de l'aéroport de Colombo. L'accident fait 191 victimes.
- 22 décembre 1974 : le vol 358 Avensa s'écrase peu après son décollage de Maturin au Venezuela après que les pilotes ont perdu le contrôle du McDonnell Douglas DC-9 pour une raison indéterminée. L'accident fait 77 victimes.

### 1975
- 16 mars 1975 : le vol Líneas Aéreas del Estado s'écrase contre une montagne près de San Carlos de Bariloche lors de son approche faisant 52 morts.
- 4 avril 1975 : un Lockheed C-5 Galaxy de l'United States Air Force atterrit en urgence dans une rizière au Viêt Nam faisant 155 morts; grâce à l'habileté des pilotes, après la perte de la grande porte de soute arrière rendant l'avion peu manœuvrable, il y a 175 survivants dont de nombreux bébés orphelins (opération Babylift), peu avant la chute de Saïgon.
- 24 juin 1975 : le vol 66 Eastern Air Lines est détruit et prend feu après avoir heurté les lampes d'approche de l'aéroport international John-F.-Kennedy à New York. Le Boeing 727 traversait une très forte tempête. On compte 9 survivants parmi les 124 personnes à bord.
- 3 août 1975 : le vol 376 Alia Royal Jordanian Airlines Paris-Agadir, un Boeing 707, heurte un pic rocheux avec l'aile droite à 40 km d'Agadir, perdant alors un moteur. Les pilotes perdent le contrôle et l'avion s'écrase dans un ravin, causant la mort des 188 personnes à bord.
- 20 août 1975 : le vol CSA Czech Airlines s'écrase contre une colline lors de son approche de l'aéroport international de Damas en Syrie. Il y aura deux survivants parmi les 128 personnes à bord.
- 30 septembre 1975 : le vol 240 Malév Hungarian Airlines s'abîme en mer lors de son approche de Beyrouth après être parti de Budapest. On ignore les causes de l'accident, dans lequel périssent 60 personnes.
- 27 octobre 1975 : le vol TAM s'écrase contre les montagnes de Cerro Colorado en Bolivie, peu après avoir décollé de La Paz. Le Convair CV-440-12 était surchargé, les 67 personnes à bord meurent dans l'accident.
- 30 octobre 1975 : le vol Inex Adria s'écrase lors de son approche de l'aéroport Praha-Ruzyne de Prague en Tchécoslovaquie à cause du brouillard, faisant 75 victimes parmi les 120 personnes à bord du McDonnell Douglas DC-9.

### 1976
- 1er janvier 1976 : le vol 438 Middle East Airlines Beyrouth-Dubaï s'écrase en Arabie saoudite après qu'une bombe a explosé dans la soute faisant 81 victimes.
- 3 janvier 1976 : le vol Aeroflot s'écrase à Sanino en Russie après que les deux horizons artificiels sont tombés en panne, peu après le décollage de Moscou faisant 61 victimes.
- 6 mars 1976 : le vol 909 Aeroflot s'écrase à Verkhnyaya Khava en Russie à la suite d'une défaillance électrique ayant mis hors d'usage la plupart des instruments de bord. L'accident fait 118 morts dont 7 au sol.
- 15 mai 1976 : le vol Aeroflot s'écrase à Chernigov (Ukraine) faisant 52 victimes. L'avion était un Antonov An-24.
- 1er juin 1976 : le vol 418 Aeroflot s'écrase contre le mont San Carlos sur l'île de Bioko en Guinée équatoriale alors qu'il effectuait la liaison Luanda - Moscou via Malabo, Kinshasa et Tripoli. L'accident fait 45 victimes.
- 4 juin 1976 : le vol 402 Air Manila International (en) décolle de Guam pour Manille mais s'écrase peu après le décollage. Le commandant décida de poursuivre le décollage malgré un problème sur le moteur 2 puis rentra les volets à trop basse altitude, conduisant le Lockheed L-188A Electra à s'écraser. L'accident fait 45 victimes ainsi qu'une au sol.
- 28 juillet 1976 : le vol CSA Czech Airlines rate son atterrissage à Bratislava à la suite d'un problème moteur. On compte deux survivants parmi les 79 personnes à bord.
- 15 août 1976 : le vol SAETA Quito-Cuenca (Équateur) s'écrase sur un des flancs du volcan Chimborazo avec 59 personnes à son bord. La carcasse de l'avion est retrouvée le 17 octobre 2002.
- 9 septembre 1976 : collision de deux vols Aeroflot- un Yakovlev Yak-40 et un Antonov An-24 de la compagnie russe Aeroflot se percutent au-dessus de la mer Noire, faisant 64 victimes à bord des deux appareils (18 dans le Yakovlev et 46 dans l'Antonov).
- 10 septembre 1976 : collision en Croatie. L'aile droite du vol 550 InexAdria à destination de Cologne, un DC-9, heurte le Hawker Trident du vol 475 British Airways à destination d'Istanbul. La tour de contrôle avait donné de mauvaises indications aux deux appareils. À la suite du choc, le vol BA 475 subit une décompression puis se désintègre causant la mort des 63 occupants de l'avion. Le DC-9 s'écrase avec 113 personnes à bord.
- 19 septembre 1976 : le vol THY s'écrase dans les montagnes Karatepe lors de son approche à vue de Antalya, les pilotes ont confondu les lumières d'Isparta avec celle de l'aéroport où le Boeing 727 devait atterrir. L'accident fait 154 victimes.
- 6 octobre 1976 vol 455 Cubana- attentat faisant 73 morts contre un avion civil de la Cubana, les Cubains anticastristes Orlando Bosch et Luis Posada Carriles sont impliqués.
- 12 octobre 1976 : le vol Indian Airlines Bombay-Madras tente de revenir à Bombay après une panne du moteur 2. Les pilotes ne ferment pas l'arrivée de carburant du moteur qui finit par prendre feu, la Caravelle, devenue incontrôlable, s'écrase et cause la mort de 95 personnes.
- 13 octobre 1976 : vol Lloyd Aéreo Boliviano- un Boeing 707 avec trois membres d'équipage assurant un vol cargo de Santa Cruz de la Sierra à Miami s'écrase sur un terrain de football peu après son décollage: 88 personnes trouveront la mort au sol, ainsi que la totalité de l'équipage.
- 23 novembre 1976 : le vol Olympic Airways s'écrase contre une montagne très embrumée après avoir été dérouté de Larissa sur Kozani, en Grèce, à cause du mauvais temps. L'accident provoque la mort de 50 personnes.
- 28 novembre 1976 : le vol Aeroflot s'écrase en Russie, tuant les 72 occupants du Tupolev Tu-104. L'accident est dû à une défaillance de l'horizon artificiel.
- 17 décembre 1976 : le vol Aeroflot s'écrase contre un remblai ferroviaire à cause du brouillard lors de son approche de l'aéroport de Kiev, faisant 48 morts parmi les 55 personnes à bord.
- 25 décembre 1976 : le vol 864 EgyptAir, un Boeing 707, s'écrase contre une usine lors de son approche de l'aéroport de Bangkok faisant 71 victimes dont 19 au sol.

### 1977

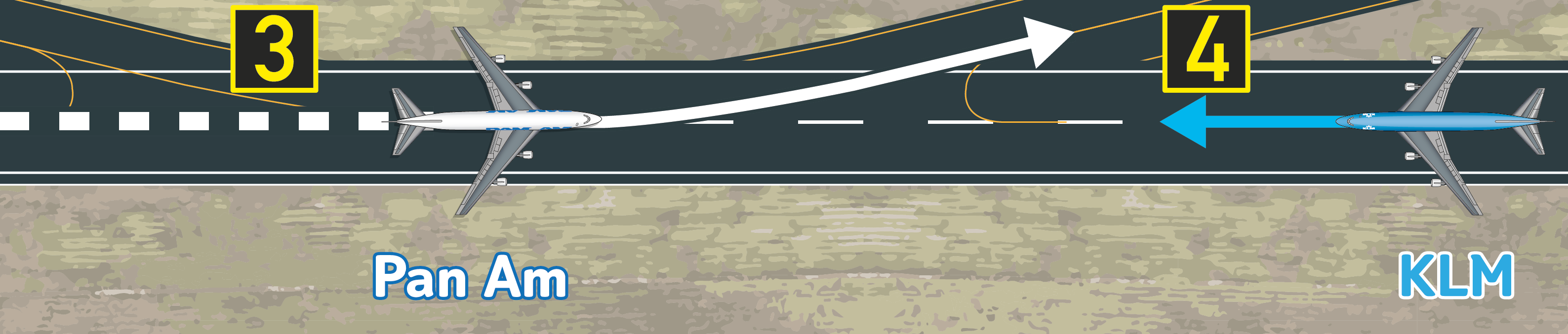
Position des deux appareils peu de temps avant la collision de l'accident aérien de Tenerife.

- 13 janvier 1977 : le vol Aeroflot explose en plein vol au-dessus d'Alma-Ata (Kazakhstan) à la suite d'un problème sur un des moteurs du Tupolev 104A faisant 96 victimes.
- 27 mars 1977 : accident aérien de Tenerife - la collision au décollage entre deux Boeing 747 des compagnies KLM et Pan American, sur l’aéroport de Tenerife (îles Canaries), provoque la mort de 583 personnes, plus grave catastrophe aérienne à ce jour (non compris les victimes des attentats du 11 septembre 2001). La faute en incombe au pilote de l'appareil néerlandais. Il y eut 61 survivants, tous dans l'appareil de la Pan Am.
- 4 avril 1977 : le vol 242 Southern Airways rencontre une tempête violente sur sa route de Huntsville (Alabama) à Atlanta (Géorgie), provoquant le calage par la grêle des 2 moteurs qui ne pourront être redémarrés. Les pilotes tentent un atterrissage d'urgence sur une autoroute mais l’avion s’écrase dans la localité de New Hope en Géorgie, faisant 63 victimes dont les deux pilotes sur les 85 personnes à bord. 9 personnes au sol sont également tuées dont les 7 occupants d’une voiture. Les causes principales de l’accident ont été la grêle (grêlons gros comme des balles de pétanque), l’insuffisance des données météo fournies aux pilotes et une mauvaise gestion du pilotage dans cette situation.
- 27 mai 1977 : le vol Aeroflot s'écrase près de La Havane, lors de son approche, après avoir heurté des lignes électriques. Il n'y aura que deux survivants parmi les 70 personnes à bord.
- 20 octobre 1977 : un Convair 240 loué par la société L&J Company et assurant le vol intérieur Greenville - Baton Rouge s'écrase près de Gillsburg, dans le Mississippi avec à son bord les membres du groupe rock Lynyrd Skynyrd. Le chanteur Ronnie Van Zant, le guitariste Steve Gaines, la choriste Cassie Gaines, le manager du groupe et les deux pilotes sont tués. Les autres membres du groupe s'en sortent vivants, malgré de graves blessures.
- 19 novembre 1977 : le Vol 425 TAP Air Portugal s'écrase à l'atterrissage à Funchal, île de Madère (Portugal), après avoir raté une première fois son approche à cause du mauvais temps. 131 des 164 personnes à bord trouvent la mort dans l'accident.
- 2 décembre 1977 : le vol Balkan Bulgarian Airlines s'écrase en effectuant un atterrissage d'urgence par manque de carburant alors qu'il cherchait un aéroport de déroutement. Celui de Benghazi sur lequel devait atterrir le Tupolev 154A était fermé à cause du brouillard. Cet appareil était un des 6 loués par Libyan Arab Airlines à Balkan Bulgarian Airlines afin de faire venir des pèlerins à La Mecque, ceux à bord de ce vol venaient de Djeddah au Sri Lanka. On compte 106 survivants parmi les 165 personnes à bord, aucun membre d'équipage n'a été tué. L'avion n'a pas pris feu vu le peu de carburant restant, permettant la survie de nombreuses personnes.
- 4 décembre 1977 : vol 653 Malaysia Airlines- un Boeing 737 s'écrase à Kampung Ladang en Malaisie après avoir été détourné. On ne sait pas si l'avion est tombé en panne de kérosène ou si les pilotes ont été abattus. Les 100 personnes à bord y trouvent la mort.
- 18 décembre 1977 : Vol 730 SA de Transport Aérien, le Sud-Aviation Caravelle s'écrase en mer pendant l'approche de l'Aéroport de Madère (Portugal). L'enquête conclut à une erreur de pilotage. 36 des 52 personnes à bord trouvèrent la mort dans l'accident. C'est le second accident majeur en à peine un mois à Madère.

### 1978
- 1er janvier 1978 : le vol 855 Air India en provenance de Bombay en Inde et à destination de Dubaï aux Émirats arabes unis s'abîme en mer à proximité de Bandra tuant les 213 personnes à bord.
- 11 février 1978 : le vol 314 Pacific Western Airlines, un Boeing 737, est détruit et prend feu après avoir raté son atterrissage sur la piste enneigée de Cranbrook au Canada faisant 42 morts sur les 49 personnes à bord.
- 3 mars 1978 : le vol Aeropostal Alas tente de retourner à Macuto au Venezuela après une défaillance de l'horizon artificiel. Le HS-748 s'abîme en mer près de Punta Mulatos faisant 47 morts.
- 16 mars 1978 : le vol Balkan Bulgarian Airlines s'écrase près de Gabare en Bulgarie après une descente anormale et inexpliquée. Le Tupolev Tu-134 parti de Sofia pour Varsovie transportait 73 personnes.
- 21 juin 1978 : quatre Boeing CH-47 Chinook de l'armée de l'air iranienne s'égarent dans l'espace aérien soviétique, près de Dushak en république socialiste soviétique du Turkménistan au cours d'une mission de formation, deux d'entre eux sont abattus par la Voyska PVO[6],[7].
- 25 septembre 1978 : le vol 182 Pacific Southwest Airlines, un Boeing 727 heurte avec l'aile un Cessna alors qu'il réalisait son approche à l'aéroport surchargé de San Diego, puis s'écrase dans une zone résidentielle. Les avertissements de la tour de contrôle n'auront pas suffi à éviter la collision qui fera en tout 144 victimes (135 dans le Boeing, 2 dans le Cessna et 7 au sol).
- 15 novembre 1978 : le vol Loftleidir, un DC-8, assurant la liaison Djeddah - Colombo au Sri Lanka s'écrase dans un champ de cocotiers après avoir raté son approche, à cause du mauvais temps et du brouillard, faisant 183 morts sur les 262 personnes à bord.
- 21 décembre 1978 : le vol TWA 541, un DC-9, assurant la liaison Louisville - Kansas City via Saint-Louis est détourné peu avant son atterrissage à l'aéroport international de Kansas City par Robin Oswald, la fille de Barbara Ann Oswald (une femme morte quelques mois auparavant en détournant un hélicoptère pour faire évader Garrett Brock Trapnell (en), un homme condamné à la prison à vie pour avoir détourné le vol TWA 2 en 1972), qui ordonne au pilote de faire atterrir l'avion à l'aéroport régional (en) du comté de Williamson, où s'ensuit une dizaine d'heures de négociations avec les agents du FBI et de la police d'État de l'Illinois présents sur place qui aboutissent à la libération de la quatre-vingtaine de personnes à bord de l'appareil et à la reddition de la pirate de l'air.
- 23 décembre 1978 : le vol 4128 Alitalia s'abîme en mer avec 129 personnes lors de son approche de Palerme en Italie alors qu'il attendait des instructions de la tour pour atterrir. 31 survivants seront repêchés par des bateaux de pêche. L'accident fera 108 victimes en tout, 10 des survivants ayant succombé à leurs blessures.

### 1979
- 12 février 1979 : le vol 827 Air Rhodesia est abattu par un missile peu après son départ de Kariba (Zimbabwe) par les soldats de la ZIPRA (Zimbabwe Peoples Revolution Army) dirigée par Joshua Nkomo. La Zipra avait déjà abattu un avion de la même compagnie le 3 septembre 1978, faisant 38 victimes (10 des survivants de cette précédente catastrophe avaient été en plus achevés à la mitraillette). Cet attentat fera lui 59 victimes, soit tous les passagers du Vickers Viscount.
- 17 mars 1979 : le vol Aeroflot tente de faire demi-tour vers son aéroport de départ à Moscou après que le moteur no 1 a pris feu quand il heurte un pylône électrique. Il traverse ensuite à basse altitude l'autoroute Moscou-Kiev puis s'écrase dans un champ gelé. Le commandant de bord ne comptait que 34h de vol à bord de Tupolev 104B. Il y aura 20 survivants parmi les 106 personnes à bord.
- 23 avril 1979 : le vol SAETA reliant Quito à Cuenca en Équateur s'écrase près de Pastaza avec 57 personnes à son bord. L'avion, un Vickers 785D Viscount de 1955 ne sera retrouvé que cinq ans plus tard.
- 25 mai 1979 : le vol American Airlines 191 - un DC-10 de American Airlines - s’écrase à l'aéroport international O'Hare de Chicago juste après son décollage. La perte d’un moteur entraîna une avarie massive des systèmes hydrauliques, rendant l’avion incontrôlable. Les 271 personnes à bord furent tuées sur le coup, ainsi que deux autres au sol.
- 11 juillet 1979 : le vol Garuda Indonesia Airways s'écrase contre le volcan Sibayak en Indonésie faisant 61 victimes à bord du Fokker F28.
- 31 juillet 1979 : le vol Dan-Air 0034 - un Hawker Siddeley HS 748 échoue à décoller à Sumburgh aux îles Shetland (Écosse), traverse la barrière de l'aéroport et plonge dans la mer du Nord, faisant 17 morts parmi les 47 personnes à bord.
- 11 août 1979 : La collision aérienne de Dniprodzerjynsk en 1979 est survenue lorsque deux Tupolev 134AK de la compagnie russe Aeroflot se percutent en plein vol au-dessus de Dneprodzerzhinsk (Ukraine). L'un des avions a cru à tort qu'un des ordres de la tour de contrôle lui était destiné et les deux appareils se sont hélas retrouvés à la même altitude. À bord du vol Donetsk-Minsk se trouvaient 84 personnes dont l'équipe de football Pahtakor d'Ouzbékistan. À bord du vol Voronej-Kichinev il y avait 94 personnes.
- 8 octobre 1979 : vol Swissair : un Douglas DC-8-62 immatriculé HB-IDE et baptisé « Uri », en provenance de Genève, se pose sur la piste 15L de l'aéroport d'Athènes. Le train d'atterrissage touche le bitume à 740 mètres du seuil de la piste avec une vitesse de 146 nœuds. Alors qu'il reste encore 2 240 mètres de piste, les pilotes ne peuvent freiner l'avion et celui-ci s'écrase en bout de piste, provoquant la mort de 14 passagers.
- 31 octobre 1979 : le vol 2605 Western Airlines, parti quelques heures plus tôt de Los Angeles, percute un camion sur la piste d'atterrissage à Mexico, puis s'écrase contre un immeuble et prend feu. 72 des 89 personnes à bord trouvent la mort dans la catastrophe.
- 26 novembre 1979 : le vol 740 PIA- un Boeing 707 s'écrase dans une zone montagneuse peu après son décollage de Djeddah après qu'un feu s'est déclaré en cabine. L'avion, qui se rendait à Karachi, transportait 156 personnes; aucune n'a survécu. L'origine du feu n'a jamais été établie avec certitude.
- 28 novembre 1979 : le vol 901 Air New Zealand s'écrase contre le mont Erebus en Antarctique. Le McDonnell Douglas DC-10 qui était parti de l'aéroport d'Auckland en Nouvelle-Zélande était descendu en dessous de la couche nuageuse afin de mieux observer le mont Erebus. L'accident a fait 257 victimes sans aucun rescapé. Le rapport officiel de l'accident conclut à une mauvaise décision du commandant de bord Jim Collins d'être descendu en dessous du plafond autorisé, dans les nuages, et d'avoir poursuivi le vol à cette altitude alors que l'équipage n'était pas certain de la position de l'avion. Cependant, une commission d'enquête royale (Royal Commission of Inquiry) conclut que le pilote avait continué à voler à vue en direction de la montagne, dans un ciel dégagé, sans se rendre compte qu'elle était juste devant lui car la lumière polaire, très blanche, avait rendu la montagne « invisible ». Cette illusion d'optique aurait pu donner l'impression à l'équipage qu'il survolait un terrain plat.